# Kembs
Kembs [kɛms] (deutsch auch Großkems) ist eine französische Gemeinde mit 5694 Einwohnern (Stand 1. Januar 2022) im Département Haut-Rhin in der Region Grand Est (bis 2015 Elsass).

## Geografie
Cambete oder Cambes lag in römischer Zeit an der Straße von Augusta Raurica nach Argentovaria und wird bereits im Itinerarium Antonini genannt.
Das heutige Kembs liegt im Dreiländereck Deutschland–Frankreich–Schweiz und ist bekannt für das  1932 am Rheinseitenkanal in Betrieb gegangene Wasserkraftwerk Kembs. Bei Kembs mündet der Rhein-Rhône-Kanal (früher Canal de Huningue) in den Rheinseitenkanal. Zwei Außengebäude der Schleuse Kembs-Niffer wurden von dem bekannten Architekten Le Corbusier gestaltet.
Die Nachbargemeinden sind Rosenau im Süden, Bartenheim im Südwesten, Sierentz, Geispitzen und Schlierbach im Westen und Niffer im Norden. Im Osten grenzt Kembs an Deutschland; der alte Rhein bildet dort die Landesgrenze. Rechts des Rheines liegt auf deutscher Seite das Dorf Kleinkems, welches seit 1974 Teil der Gemeinde Efringen-Kirchen ist.
Die umliegenden größeren Städte sind Mülhausen (20 km nordwestlich), Lörrach (30 km südöstlich), Saint-Louis (15 km südlich) und Basel (20 km südlich).
Zu Kembs gehören die südlich des Kernortes liegenden Ortsteile Schaeferhof (Schäferhof), Loechlé (Löchle) und Richardshaeuser (Richardshäuser).

## Geschichte

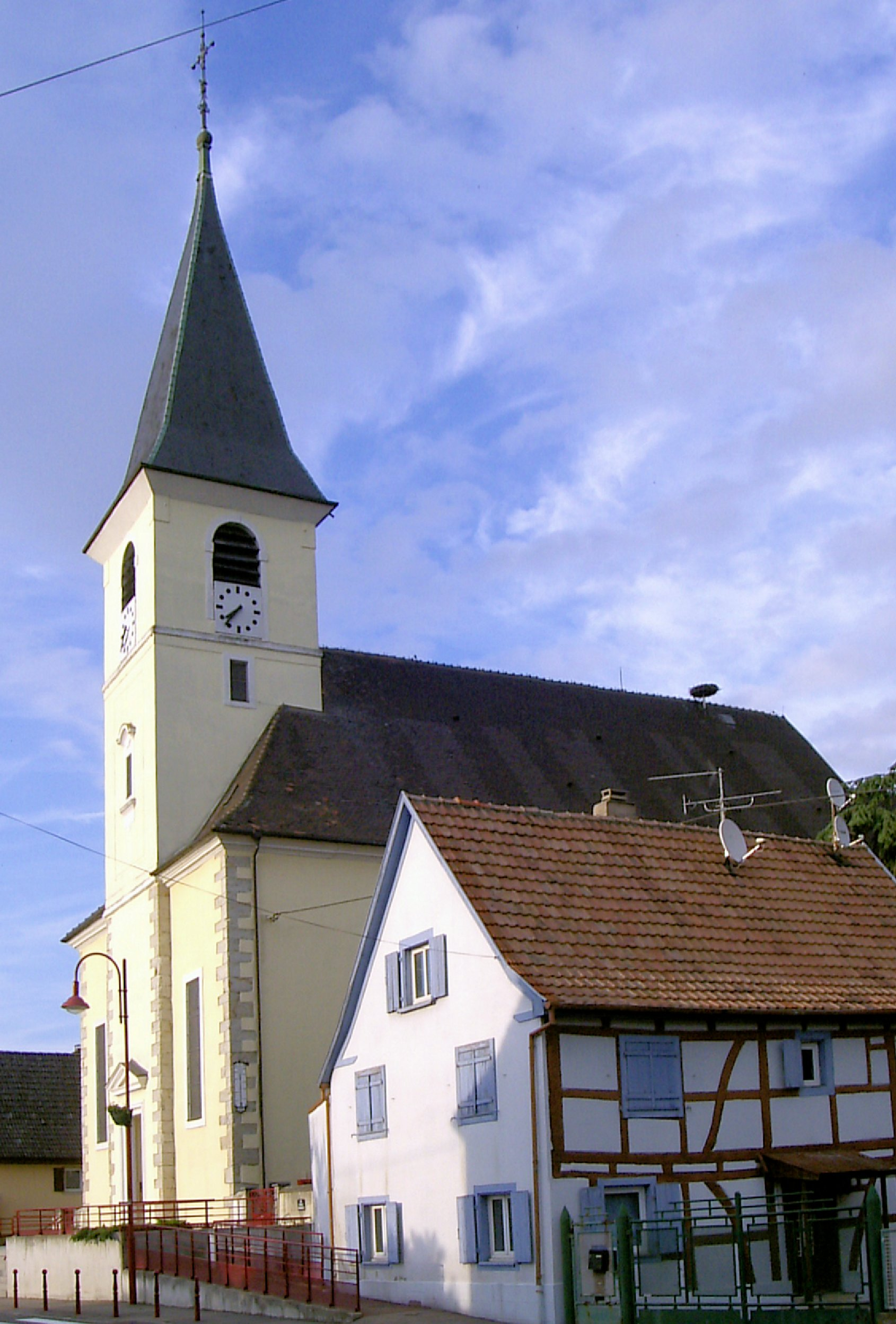
Kirche Saint-Jean-Baptiste in Kembs

Von 1871 bis zum Ende des Ersten Weltkrieges gehörte Kembs als Teil des Reichslandes Elsaß-Lothringen zum Deutschen Reich und war dem Kreis Mülhausen im Bezirk Oberelsaß zugeordnet.

## Bevölkerungsentwicklung
| 1910 | 1962 | 1968 | 1975 | 1982 | 1990 | 1999 | 2006 | 2018 |
| ---- | ---- | ---- | ---- | ---- | ---- | ---- | ---- | ---- |
| 1116 | 1702 | 2009 | 2211 | 2575 | 3016 | 3739 | 4210 | 5376 |

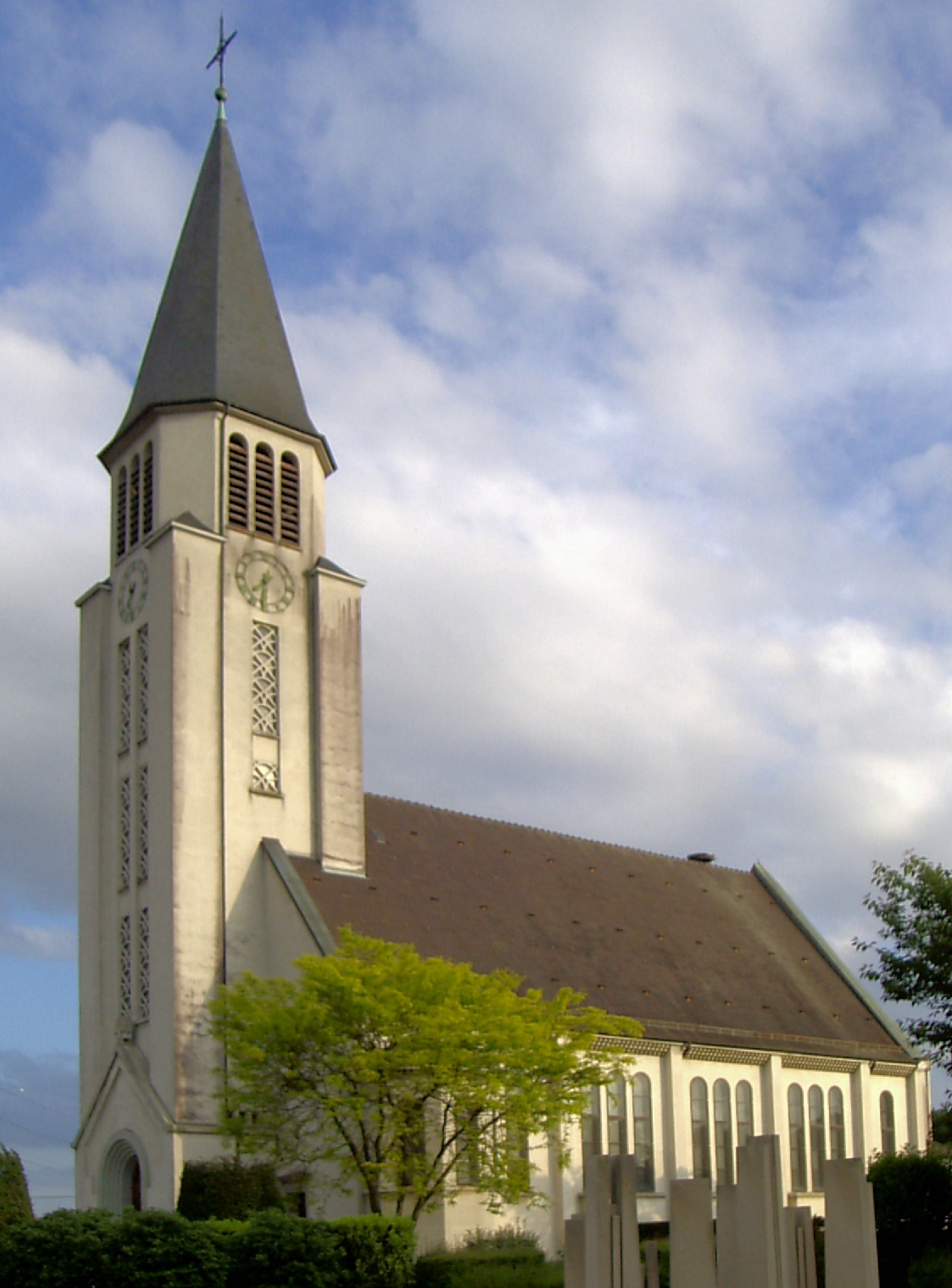
Kirche Notre-Dame-de-la-Maternité im Ortsteil Loechlé
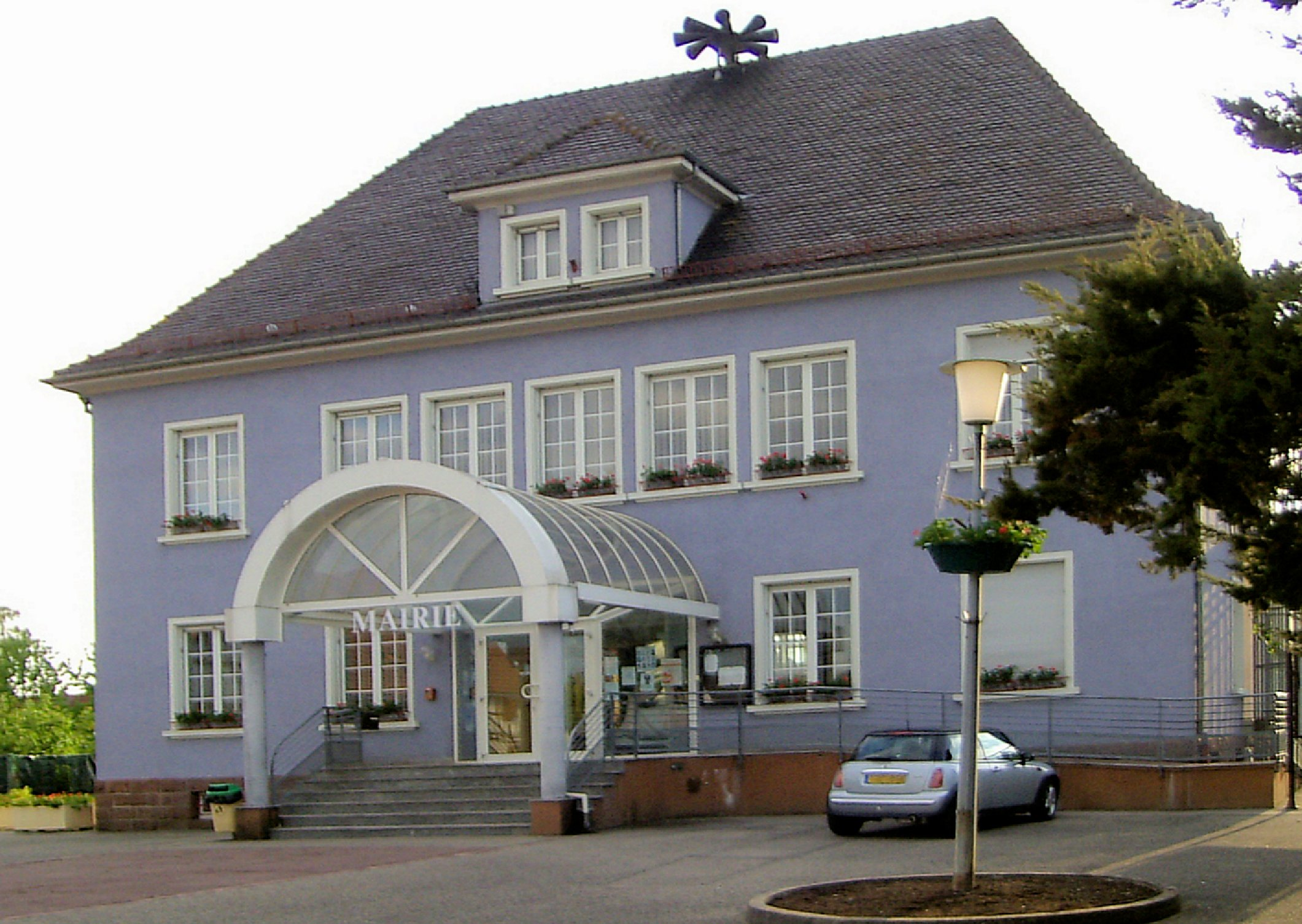
Ehemalige Mairie (bis 2014)
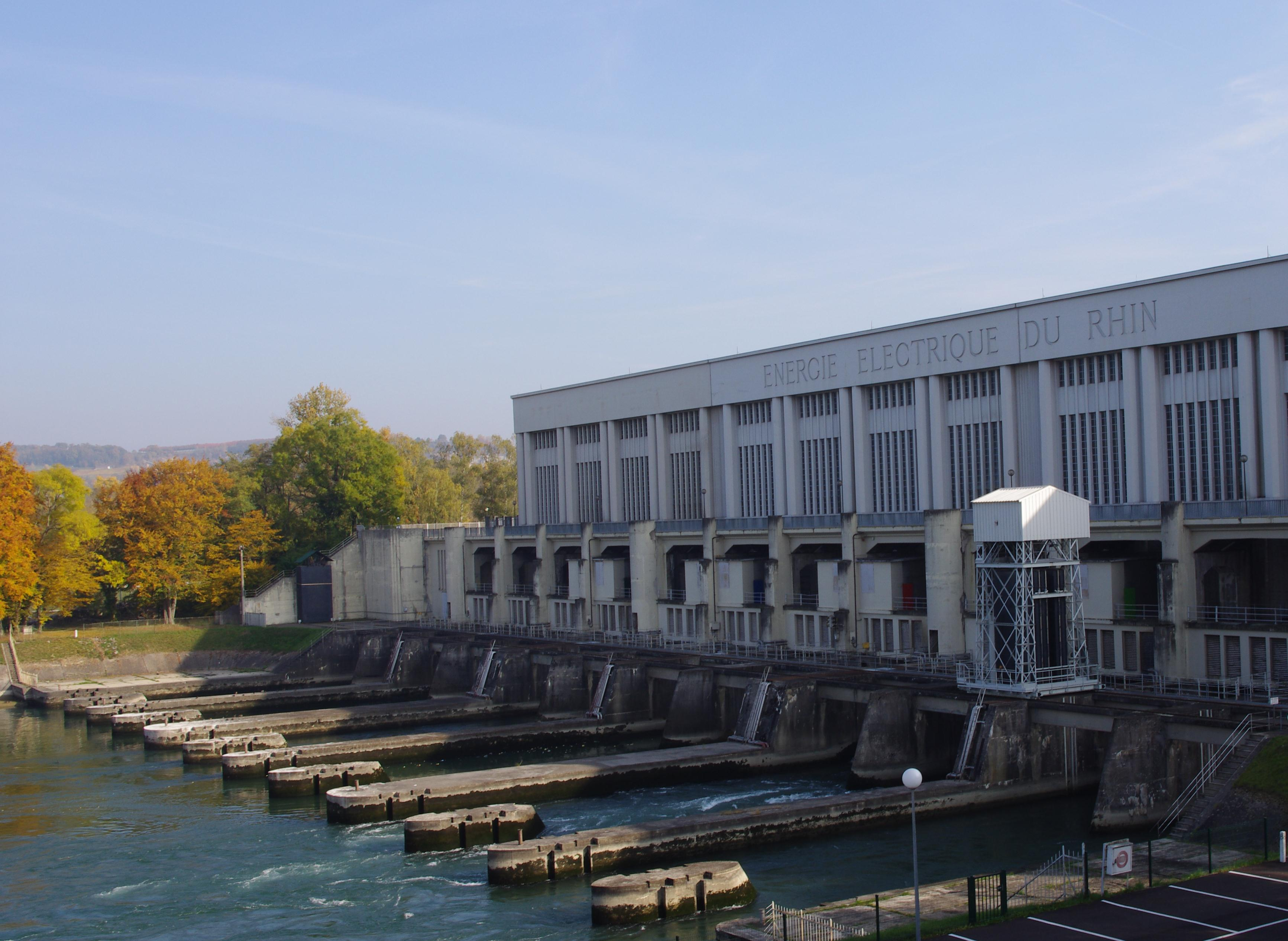
Wasserkraftwerk Kembs
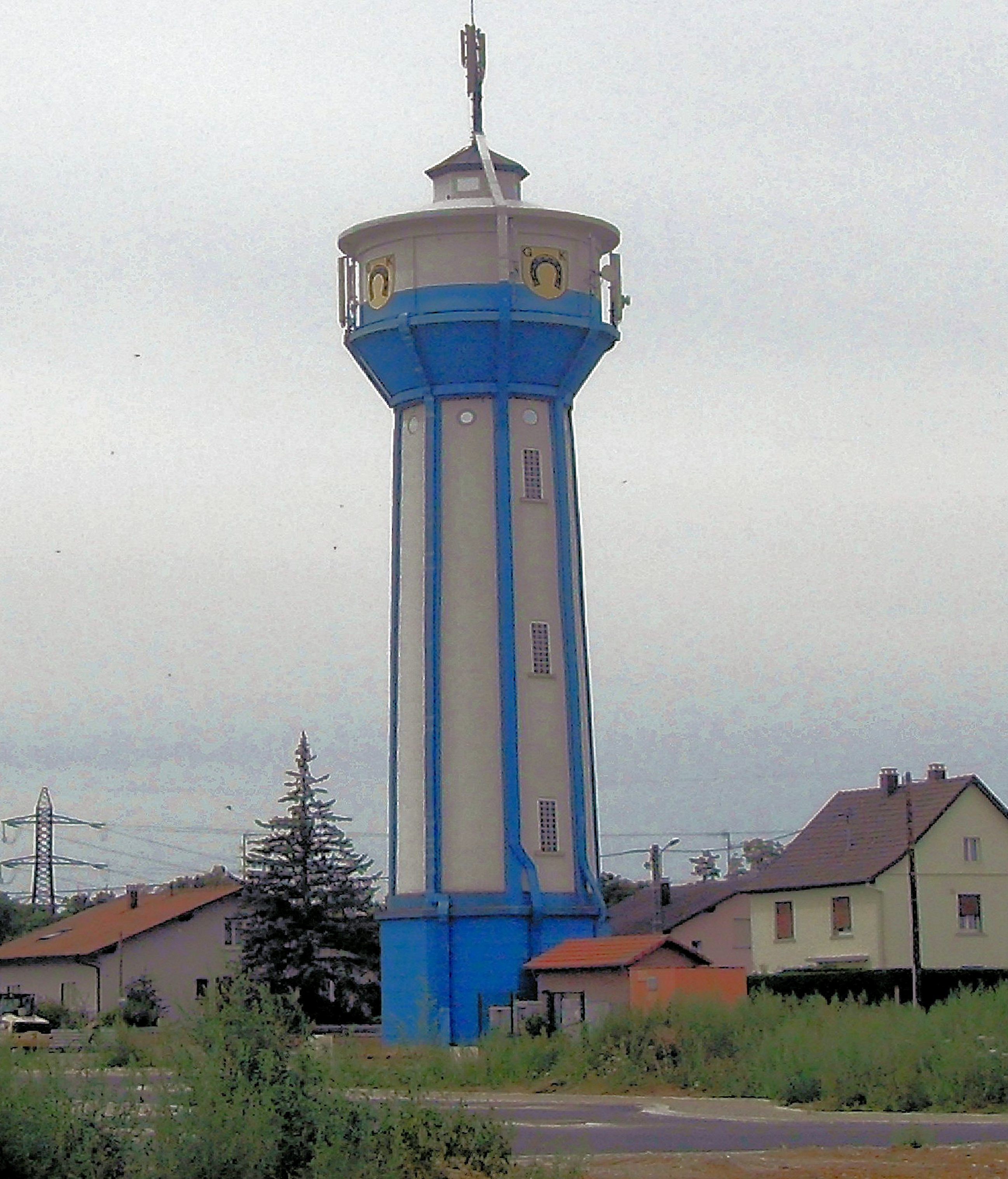
Wasserturm Kembs
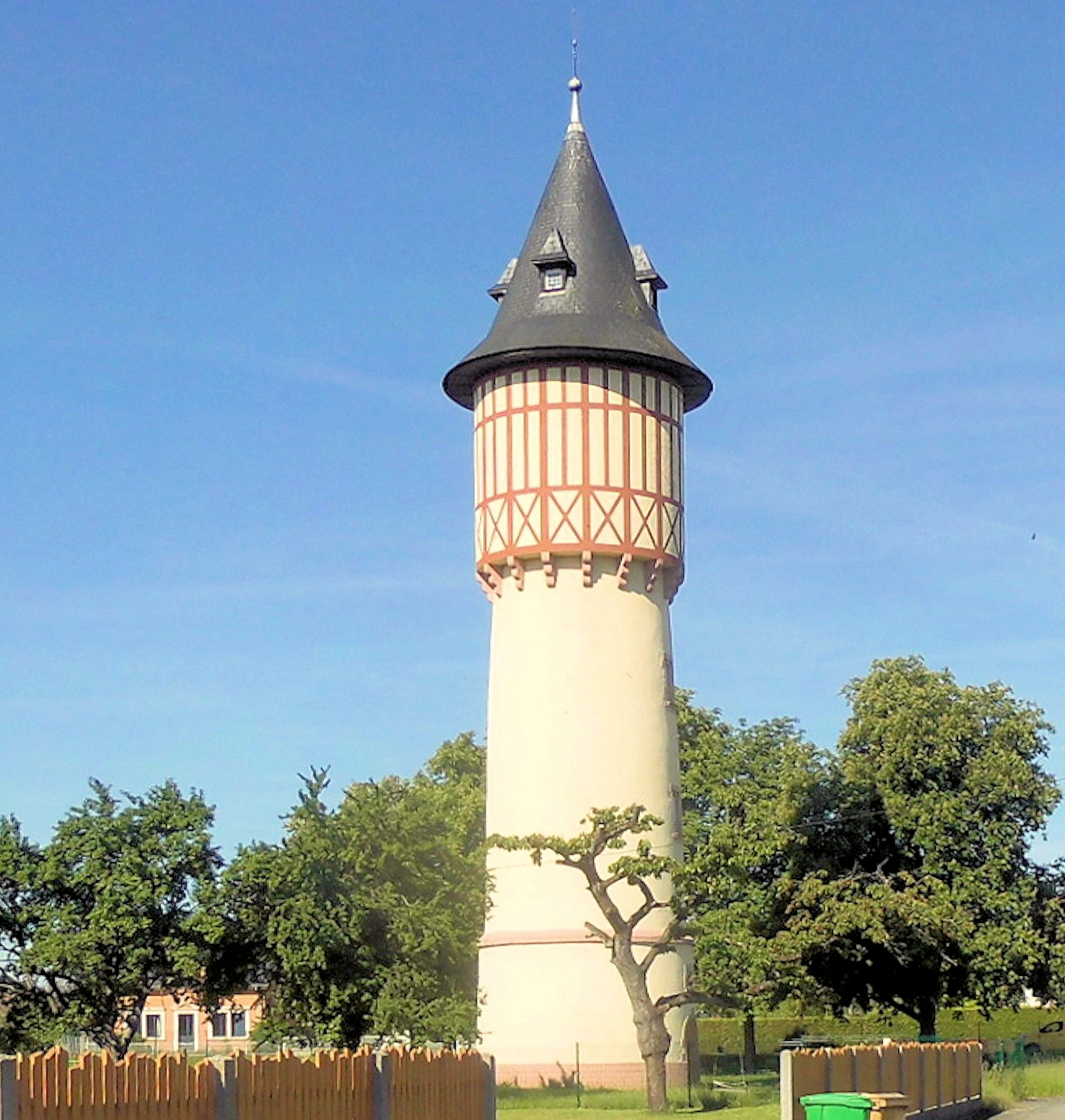
Wasserturm im Ortsteil Loechlé

## Ansässige Unternehmen
In Kembs besteht seit über 50 Jahren das international tätige Unternehmen Barrisol. Gegründet 1967 durch Fernand Scherrer vertreibt es PVC-Folien für Spanndecken.